# ليبيا في الألعاب البارالمبية الصيفية 2024
شاركت ليبيا في دورة الألعاب البارالمبية الصيفية 2024م ، والتي أقيمت في باريس بفرنسا، من 28 أغسطس إلى 8 سبتمبر 2024م. وشاركت ليبيا بثلاثة لاعبين (رجل وسيدتان) للمنافسة في (2) من الرياضات، وخرجت ليبيا من جدول ترتيب الميداليات ، حيث أنها لم تحصل على أية ميدالية ويشار إلى أن أول مشاركة لليبيا في الدورات البارالمبية الصيفية كان في عام 1996م تحت اسم الجماهيرية الليبية الشعبية الأشتراكية العظمي، والتي أقيمت في أتلانتا، وأرسلت وقتها ليبيا أربعة لاعبين في رياضة رفع الأثقال، وفي سيدني 2000م شاركت ب(17) من ضمنهم فريق الكرة الطائرة، وفي 2004 في أثينا شاركت بلاعبين، وفي بكين 2008م شاركت بثلاثة لاعبين، وفي لندن 2012م شاركت بلاعبين، وفي ريو دي جانيرو 2016 شاركت بثلاثة لاعبين، وفي الدورة السابقة في طوكيو 2020م شاركت بلاعب واحد. رصيد ليبيا من الميداليات خلال مشاركاتها في هذه الدورات ميدالية برونزية واحدة حصلت عليها في دورة سيدني من خلال اللاعب عبد الرحيم حامد في رفع الأثقال. وجاءت ليبيا وقتها في المركز (64). كما يشار إلى أن ليبيا لم تشارك اطلاقًا في الدورات البارالمبية الشتوية 

## المتنافسون
وفيما يلي قائمة بعدد المتنافسين في الألعاب. 
| رياضة       | الرجال | سيدات | المجموع |
| ----------- | ------ | ----- | ------- |
| ألعاب القوى | 1      | 1     | 2       |
| رفع الأثقال | 0      | 1     | 1       |
| المجموع     | 1      | 2     | 3       |

## ألعاب القوى
الأحداث الميدانية
الرجال
| وليد اشتيبة   | دفع الجلة للرجال F63  | نظام اسم النطاق | نظام اسم النطاق |
| أبرار البهلول | دفع الجلة للسيدات F64 | 5.39            | 15              |

## رفع الأثقال
| رياضي         | حدث           | المحاولات (كجم) | المحاولات (كجم) | المحاولات (كجم) | المحاولات (كجم) | النتيجة (كجم) | رتبة |
| رياضي         | حدث           | 1               | 2               | 3               | 4               | النتيجة (كجم) | رتبة |
| ------------- | ------------- | --------------- | --------------- | --------------- | --------------- | ------------- | ---- |
| غزالة العقوري | سيدات +86 كجم | 85              | 90              |                 | 93              | 9             |      |

## وصلات خارجية
- اللجنة البارالمبية الدولية